# Cavall de Leonardo

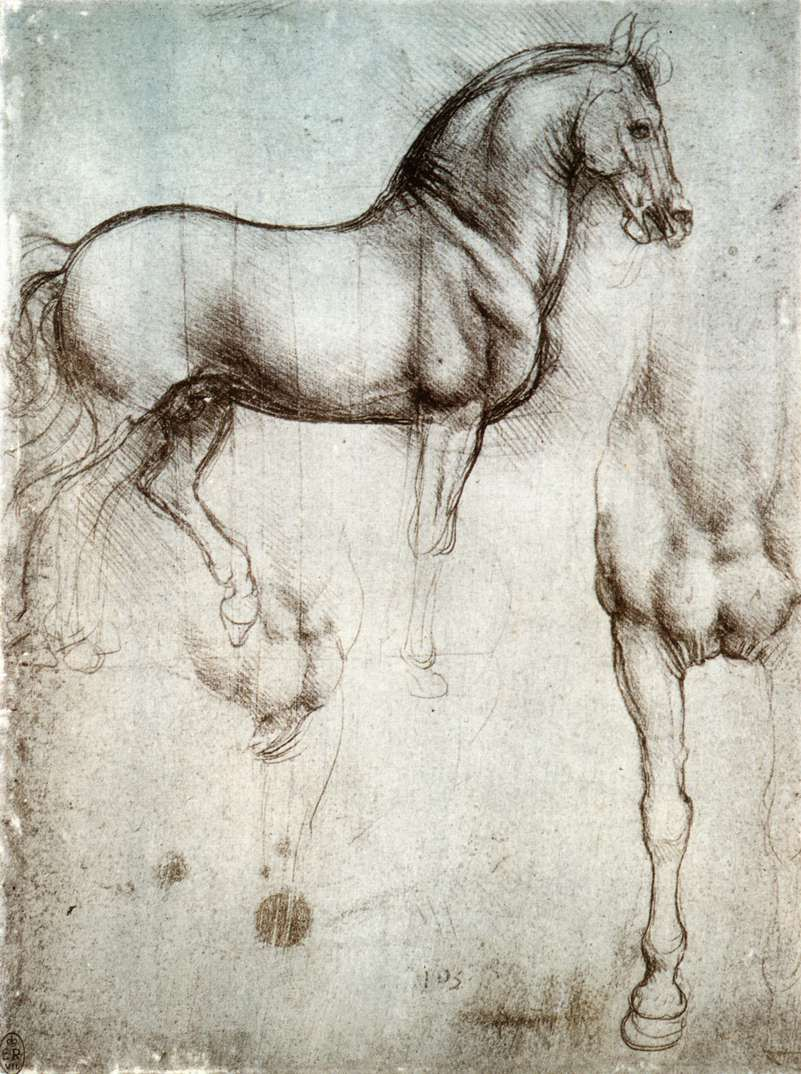
Estudi del cavall de Leonardo da Vinci cap a 1490

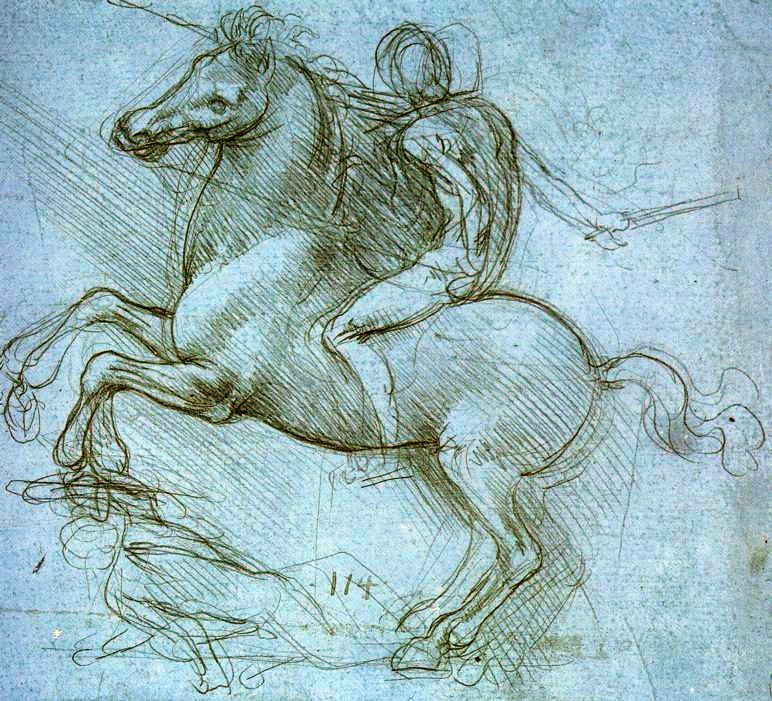
Croquis del monument per a Ludovic Sforza

El Cavall de Léonard (en italià: Il Cavallo di Leonardo) és un monument inventat per Leonardo da Vinci. Va aconseguir terminar un únic model en argila. Inspirant-se en aquest projecte es varen crear, a partir de la dècada del 1970, dues reproduccions.

## Història

### El projecte original
El 1482, Ludovic Sforza duc de Milà, va proposar a Leonardo da Vinci construir la major estàtua eqüestre del món: un monument a la glòria del seu pare Francesc I Sforza, duc de 1452 a 1466 (any de la seva mort), i fundador de la casa Sforza.
Leonardo sabia perfectament que la qualitat del cavall era molt important per subratllar la importància del personatge i, per tant, va estudiar molt tots els detalls anatòmics de l'animal realitzant projectes preparatoris utilitzant com a models alguns cavalls ja cèlebres per la seva bellesa. Els projectes reproduïen verdaderament les parts anatòmiques més boniques de cada cavall. A les notes de Leonardo da Vinci es troben observacions del tipus: «Morel Fiorentino és gruixut i té un bonic coll...», o bé «Ronzone és blanc, té boniques cuixes i es troba a Porta Comasina».
La intenció de Leonardo era, per tant, prendre «parts» de diversos cavalls i de fer-ne un muntatge per obtenir el cavall ideal per tal d'honorar el personatge que havia de representar.
Leonardo, amb aquest monument, volia realitzar una obra que enfosquiria totes les estàtues eqüestres precedents, en particular les de Verrocchio dedicada a Bartolomeo Colleoni i l'estàtua eqüestre de Gattamelata de Donatello. Léonard s'interessava, en realitat, més pel cavall que pel cavaller; el seu cavall havia de ser el més gran de tots. Havia de superar els 7 metres d'alçada i ser posat sobre els membres posteriors en una posició encabritada, un desafiament mai temptat llavors. Per això Leonardo omple fulls i fulls de croquis d'anatomia, passant molt de temps per a projectar i calcular aquesta obra gegantina que, per a la seva fusió, preveia ben bé unes 100 tones de bronze.
Entre tant Ludovic Sforza es començava a impacientar i va buscar fins i tot altres escultors a Florència per a realitzar aquesta obra en terminis més curts, però ningú no es va presentar. En un cert moment, Leonardo da Vinci va ser persuadit que els problemes eren massa nombrós per aconseguir construir un cavall encabritat i es va resignar a crear un cavall més clàssic, però no descansant sempre més que sobre dos membres; un membre posterior i un altre d'anterior oposat.
Finalment, després de gairebé 16 anys d'estudis, la construcció del model va començar i va ser terminat en ocasió del matrimoni de la neboda del duc amb l'emperador d'Àustria. Aquesta estàtua colossal va ser exposada públicament, i va provocar l'admiració general. Leonardo va realitzar els motllos per a la fusion, tot era per tant llest per verdaderament realitzar l'obra. Desgraciadament, les 100 tones de bronze necessaris no estaven disponibles, ja que havien estat utilitzades per fabricar canons destinats a la defensa del ducat d'Este envaït pels soldats francesos del rei Lluís XII de França. L'arribada de les tropes franceses a Milà el 1499 van causar danys importants al cavall de Leonardo en ser utilitzat com a blanc per als ballesters.
En realitat, el fet més greu va ser que els motllos es varen perdre; el model en creta podia fins i tot ser sacrificat, però sense motllos l'obra es va perdre definitivament.

### El Cavall de Leonardo 5 segles més tard
El 1977 Charles Dent, un pilot americà, col·leccionista d'art i enamorat de l'escultura, s'entusiasmà amb la idea de realitzar després de 5 segles el somni de Leonardo. Posar en marxa l'organització i trobar els fons es va revelar com una empresa difícil que li va demanar més de 15 anys. El cost del cavall, finalment, va arribar gairebé als 2,5 milions de dolars, però Charles Dent va morir el 1994 abans d'aconseguir veure el seu somni realitzat.
El projecte va trobar nombroses dificultats i finalment la direcció dels treballs va ser confiada a l'escultora Nina Akamu que va portar a terme l'empresa.
La primera etapa va consistir a realitzar un cavall de dimensions reduïdes, d'aproximadament 3 m. d'alçària. Aquest va permetre arribar a la gegantina escultura en argila de 8 m. d'alçària. El cavall d'argila va servir per crear un motllo en guix (o en cera per a ser més exacte) en el qual ha estat colat el bronze fos. Contràriament al projecte de Leonardo, aquest cavall ha estat realitzat en set seccions. Al segle xv no era possible soldar el bronze.
Les seccions van arribar el juliol de 1999 a Milà on van ser soldades. Després d'algunes discussions el cavall va ser instal·lat el setembre de 1999 a l'entrada de l'hipòdrom de San Siro.

### La rèplica

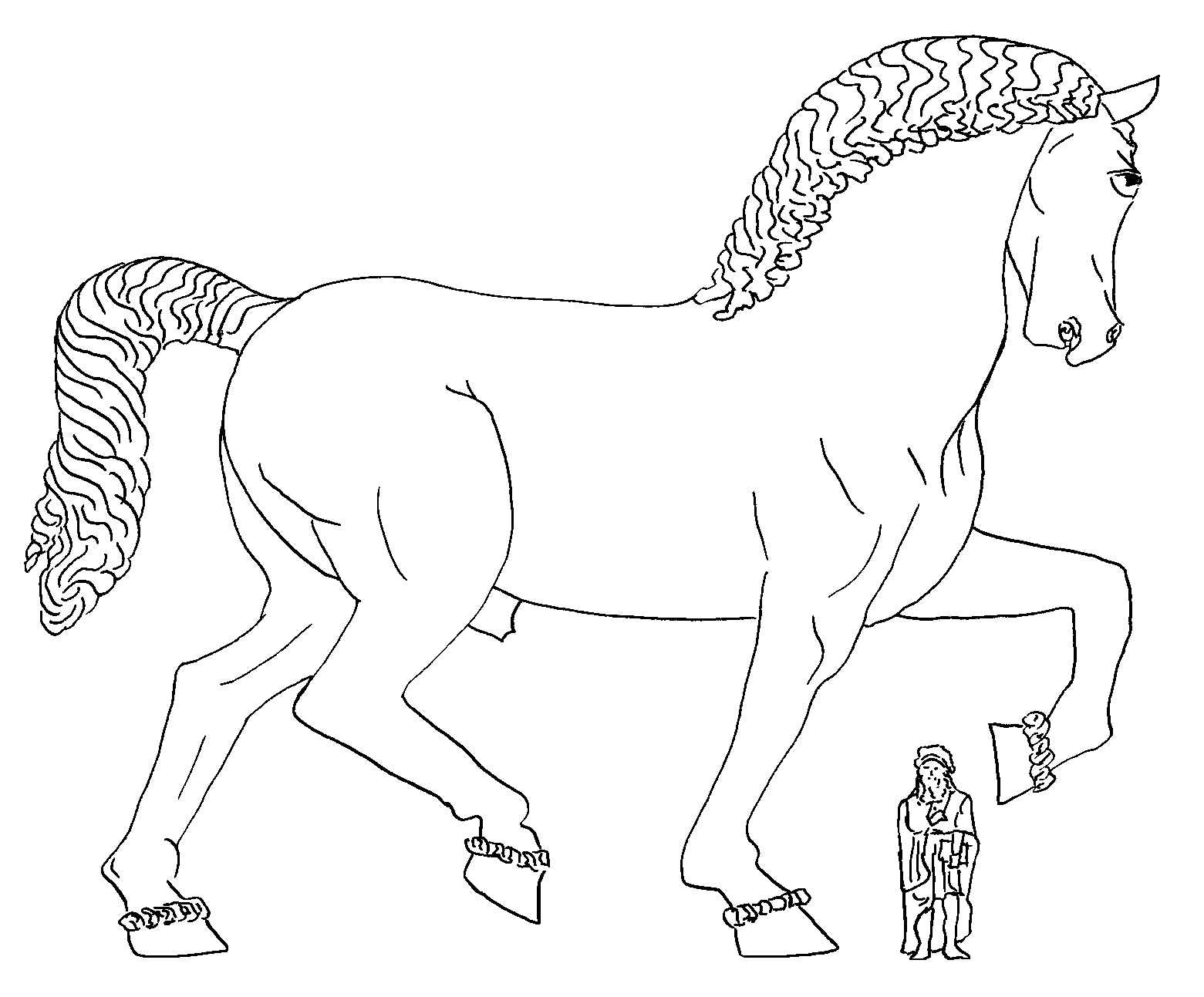
Proporció del cavall i de Leonard.

A la mort de Dent el projecte va estar a punt de ser abandonat, però Frederik Meijer, propietari d'una cadena de supermercats a Michigan, va oferir finançar el projecte, a condició que es fessin dos cavalls: un per a Milà i l'altre per al Meijer Gardens: un parc natural i artístic al Grand Rapids (Michigan), propietat de Meijer, on estan reunides les còpies de les més cèlebres estàtues modernes.
El Cavall de Léonard va ser col·locat al parc l'octubre de 1999 i és considerada l'obra més bonica de les exposades.